# Liste von Kraftwerken in Angola
Die Kraftwerke in Angola werden sowohl auf einer Karte als auch in Tabellen (mit Kennzahlen) dargestellt.
Alle Kraftwerke des Landes wurden bis 2014 von der staatlichen ENE (Empresa Nacional de Electricidade) betrieben, seither von der ebenfalls staatlichen PRODEL (Empresa Pública de Produção de Electricidade).

## Installierte Leistung und Jahreserzeugung
Im Jahre 2016 lag Angola bzgl. der installierten Leistung mit 2,613 GW an Stelle 103 und bzgl. der jährlichen Erzeugung mit 10,2 Mrd. kWh an Stelle 102 in der Welt. Der Elektrifizierungsgrad lag 2016 bei 40,5 % (70,7 % in den Städten und 16 % in ländlichen Gebieten). Angola war 2016 bzgl. der Stromerzeugung autark; weder importierte noch exportierte es Elektrizität.
2014 betrug die installierte Leistung 1.848 MW, davon 888 MW in Wärmekraftwerken und 960 MW in Wasserkraftwerken. Im Jahr 2016 erzeugte Angola 10 Mrd. kWh elektrische Energie, vorwiegend aus Wasserkraft und fossilen Brennstoffen.

## Karte
| CC |

| Cambambe |

| Capanda |

| Gove |

| Laú |

| Luanda |

| Lomaum |

| Mabubas |

| Matala |

| Biopio |

## Kalorische Kraftwerke
| Name des Kraftwerks | Inst. Leistung (MW) | Brennstoff | Status     |
| ------------------- | ------------------- | ---------- | ---------- |
| Luanda              | 148                 | Erdgas     | in Betrieb |
| Soyo                | 750                 | Erdgas     | in Bau     |

## Wasserkraftwerke
| Name des Kraftwerks     | Inst. Leistung (MW) | Fluss     | Status     |
| ----------------------- | ------------------- | --------- | ---------- |
| Caculo-Cabaça           | 2.170               | Cuanza    | in Bau     |
| Cambambe                | 960                 | Cuanza    | in Betrieb |
| Capanda                 | 520                 | Cuanza    | in Betrieb |
| Gove (Cunene-Projekt)   | 60                  | Kunene    | in Betrieb |
| Laúca                   | 2.070               | Cuanza    | in Betrieb |
| Lomaum                  | 35                  | Catumbela | in Betrieb |
| Mabubas                 | 18                  | Dange     | in Betrieb |
| Matala (Cunene-Projekt) | 40,8                | Kunene    | in Betrieb |

## Geplante Wasserkraftwerke
Die Regierung in Angola plant, eine Reihe weiterer Wasserkraftwerke zu errichten, um das Wasserkraftpotenzial (geschätzt 18.000 MW) auszuschöpfen.
| Name des Kraftwerks | Inst. Leistung (MW) | Fluss   | Status  |
| ------------------- | ------------------- | ------- | ------- |
| Zenzo 1             | 450                 | Cuanza  | geplant |
| Tumulo do Caçador   | 450                 | Cuanza  | geplant |
| Lume                | 330                 | Cuanza  | geplant |
| Calucuve            | ?                   | Cuvelai | geplant |
| Ndue                | ?                   | Cuvelai | geplant |